# Brenta (Gebirge)
Die Brenta ist eine Gebirgsgruppe der Südlichen Kalkalpen im Trentino im Norden Italiens. Das teilweise vergletscherte Gebirge erreicht seinen höchsten Punkt in der Cima Brenta mit 3152 m s.l.m. und gehört zu den hochalpinen Bereichen mit sieben weiteren Gipfeln über 3000 m s.l.m. und zahlreichen anderen Erhebungen über 2800 m s.l.m. Zusammen mit den westlich angrenzenden Adamello-Presanella-Alpen sind Teile der Brenta seit 1967 ein Naturpark und bilden das größte Naturschutzgebiet im Trentino, das zu den UNESCO Global Geoparks gehört. Der Großteil des Gebirges wurde 2009 in das UNESCO-Welterbe Dolomiten aufgenommen.
Es besteht vorwiegend aus mesozoischen Kalken und Dolomiten der Trias und ist stark verkarstet. Das Gebiet entwässert größtenteils unterirdisch und ist von mehreren Höhlen durchzogen. Das weitgehend naturnahe Gebirge mit seiner stark gegliederten Höhen bietet Lebensräume für viele Tier- und Pflanzenarten und steht größtenteils unter Naturschutz. Bemerkenswert ist eine Population von Braunbären (Ursus arctos). Teile der Brenta gehören zum UNESCO-Biosphärenreservat Ledroalpen und Judikarien.
Die Brenta ist eine wild zerklüftete Gebirgsgruppe. Viele Gebiete sind recht einsam und zivilisationsfern und ermöglichen daher ein besonderes Naturerlebnis. Daher ist sie eine beliebte Region für Kletterer, Wanderer, Mountainbiker und andere Naturliebhaber.  Am Rande der Brenta gibt es auch mehrere Schigebiete.

## Geographie

### Lage und Abgrenzung
Die Brenta liegt im Trentino in Norditalien, westlich von Trient und rund 20 Kilometer nördlich des Gardasees. Westlich der Brenta liegt die Adamellogruppe.
Die Südgrenze beginnt bei Trient und verläuft mehr oder weniger direkt bis zum Südufer des Lago di Santa Massenza. Von dort folgt die Grenze dem Nordufer des Lago di Toblino und dessen Abflusskanal Rimone bis zum Auslauf am Lago di Cavedine. Die Sarca bildet nun durchgehend die Grenze bis nach Tione di Trento. Im Westen bildet ebenfalls die Sarca die Grenze flussaufwärts bis nach Madonna di Campiglio. Über den Passo Campo Carlo Magno verläuft die Grenze entlang des Torrente Meledrio bis zur Einmündung in den Noce bei Dimaro. Die nördliche Grenze bildet der Noce bis dessen Einmündung in die Etsch bei Mezzocorona. Von dort folgt der Grenzverlauf der Etsch bis nach Trient.
Die Beschreibung der Brenta folgt der Alpenvereinsteilung der Ostalpen (AVE), hier hat die Brenta die Nummer 51. Sie entspricht der Einteilung nach SOIUSA, in dem sie im Unterabschit 28.IV beschrieben wird.

### Beschreibung

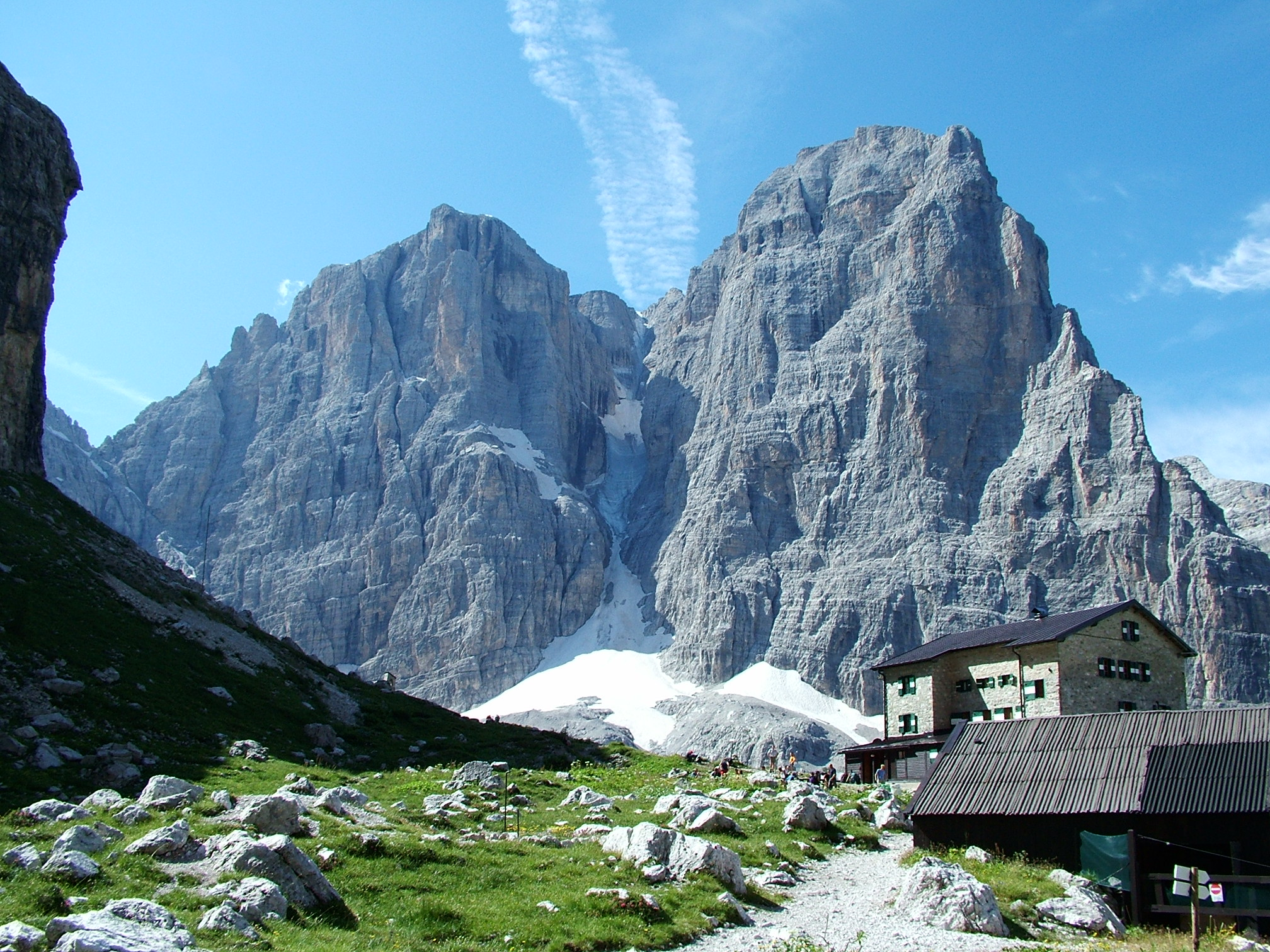
Die Cima Tosa (unscheinbar mittig im Einschnitt hinten) und der Crozzon del Brenta (rechts) mit dem Rifugio Brentei im Vordergrund

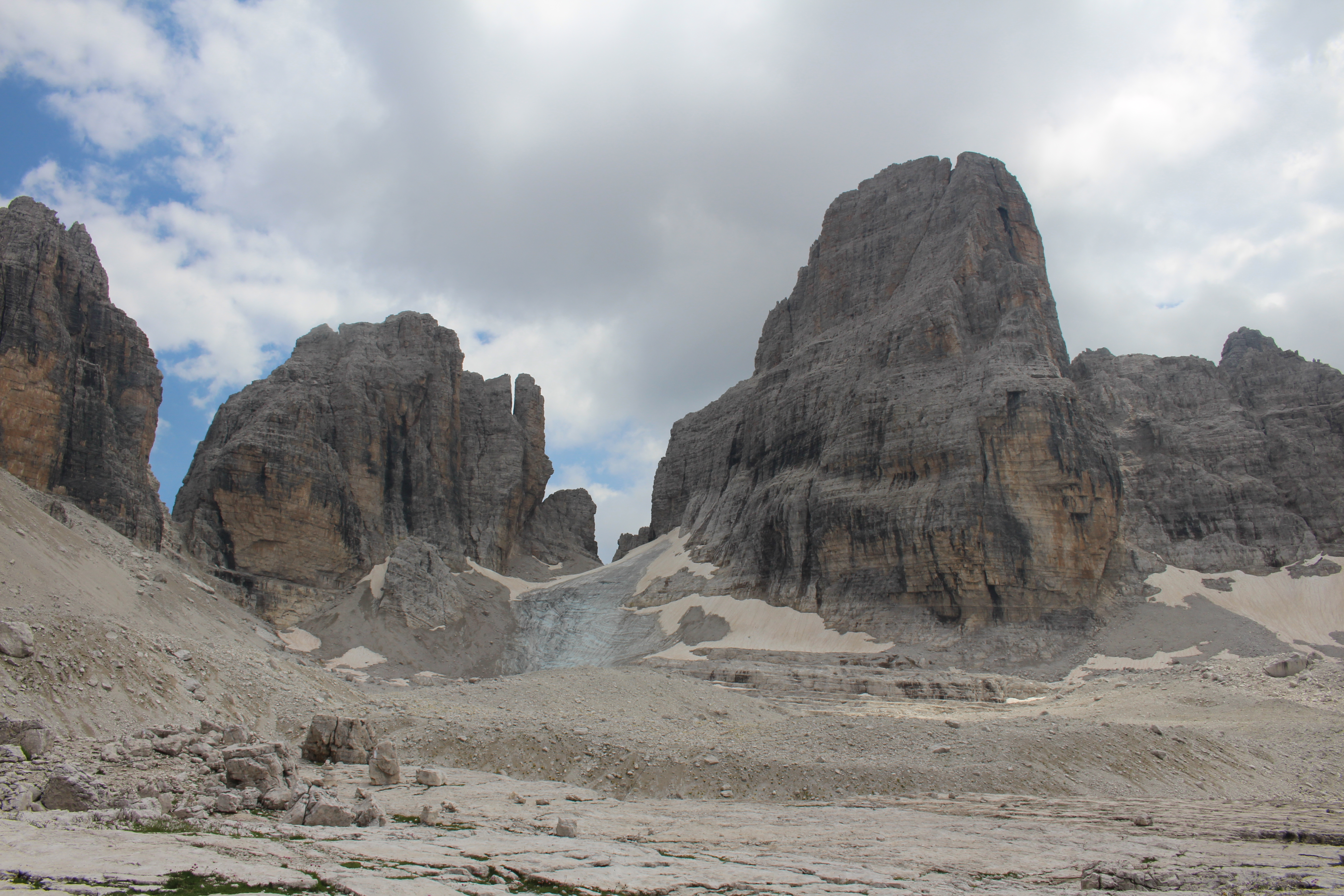
Cima Molveno, Cima degli Armi, Torre di Brenta und Sfulmini

Für die Gruppe ist auch der Name Brentner Dolomiten (Dolomiti di Brenta) verbreitet, weil sie zu den Dolomiten gerechnet werden, obwohl sie etwas abseits der anderen Dolomitenregionen liegt. Die Brenta gehört zusammen mit der Adamellogruppe zum Naturpark Adamello-Brenta, die Brenta zudem zum UNESCO-Welterbe Dolomiten.

In der Gruppe gibt es 8 Gipfel über 3000 m s.l.m. und zahlreiche über 2800 m s.l.m., die Brenta gehört damit zu den hochalpinen Bereichen. Seit dem Abschmelzen der Eiskuppe der ehemals 3173 m s.l.m. hohen Cima Tosa (heute 3136 m s.l.m.) ist der höchste Gipfel die Cima Brenta (3151,7 m s.l.m.). Ein weiterer markanter Felsturm ist der freistehende Campanile Basso (2883 m s.l.m., auch: Guglia di Brenta). In den hochgelegenen schattigen Karen der Nord-Seite vieler Brenta-Gipfel gab es einige kleinere Gletscher, diese sind in den letzten Jahrzehnten deutlich zurückgegangen. Laut der letzten vom italienischen glaziologischen Komitee veröffentlichten Erhebung gab es 2015 in der Brenta noch 20 Gletscher. Die Gesamtfläche der Gletscher ist seit 1989 von ursprünglich 3,23 km² um 73 % zurückgegangen. Die Brenta war damit die Gebirgsgruppe im Trentino mit dem größten Gletscherschwund. Weit unterhalb der Kare lassen sich deutliche Moränenwälle ausmachen sowie vom Gletscher glatt geschliffener Fels darüber. Während der letzten Kaltzeit war der Gebirgsstock der Brenta großflächig von Eis bedeckt, nur die höchsten Gipfel ragten aus dem Eis. Spuren davon lassen sich bis weit über 2000 Höhenmeter durch ortsfremde Gesteine nachweisen. Die gewaltigen Gletscher haben in Fließrichtung große, breite Täler geschaffen und einzelne Berge abgeschliffen, ein schönes Beispiel ist die schiffsbugartige Form des Turrion Basso.

### Gliederung und Gipfel
Die Brenta kann grob in einen nördlichen, zentralen und südlichen Bereich gegliedert werden. Der nördliche Bereich erstreckt sich vom Monte Peller bis zum Passo del Grostè (2422 m s.l.m.). Daran schließt der zentrale Bereich und ab der Bocca di Brenta der abschließende südliche Bereich an. Der Club Alpino Italiano untergliedert diese Bereiche noch in insgesamt 13 Untergruppen, Gebirgszüge und Massive. Die wesentlichen Gipfel der Brenta sind von Norden nach Süden:
- Pietra Grande, 2936 m
- Turrion Basso, 2385 m
- Cima del Grostè, 2898 m
- Cima Falkner, 2988 m
- Cima Sella, 2917 m
- Cima Brenta, 3152 m
- Cima degli Armi, 2951 m
- Torre di Brenta, 3014 m
- Campanile Alto, 2937 m
- Campanile Basso (Guglia di Brenta), 2883 m
- Cima Brenta Alta, 2960 m
- Cima Brenta Bassa, 2809 m
- Cima Margherita, 2845 m
- Crozzon di Brenta, 3135 m
- Cima Tosa, 3136 m
- Crozzon di Val d’Agola, 2673 m
- Cima d’Ambiéz, 3102 m

Die bedeutendsten Täler innerhalb der Brenta sind das im Westen liegende Val Brenta, das 12 km lange Val d'Ambiéz an der Südseite, das enge Val delle Seghe im Osten sowie das Val di Tóvel zwischen Nordkette und Campagruppe.

### Hydrologie

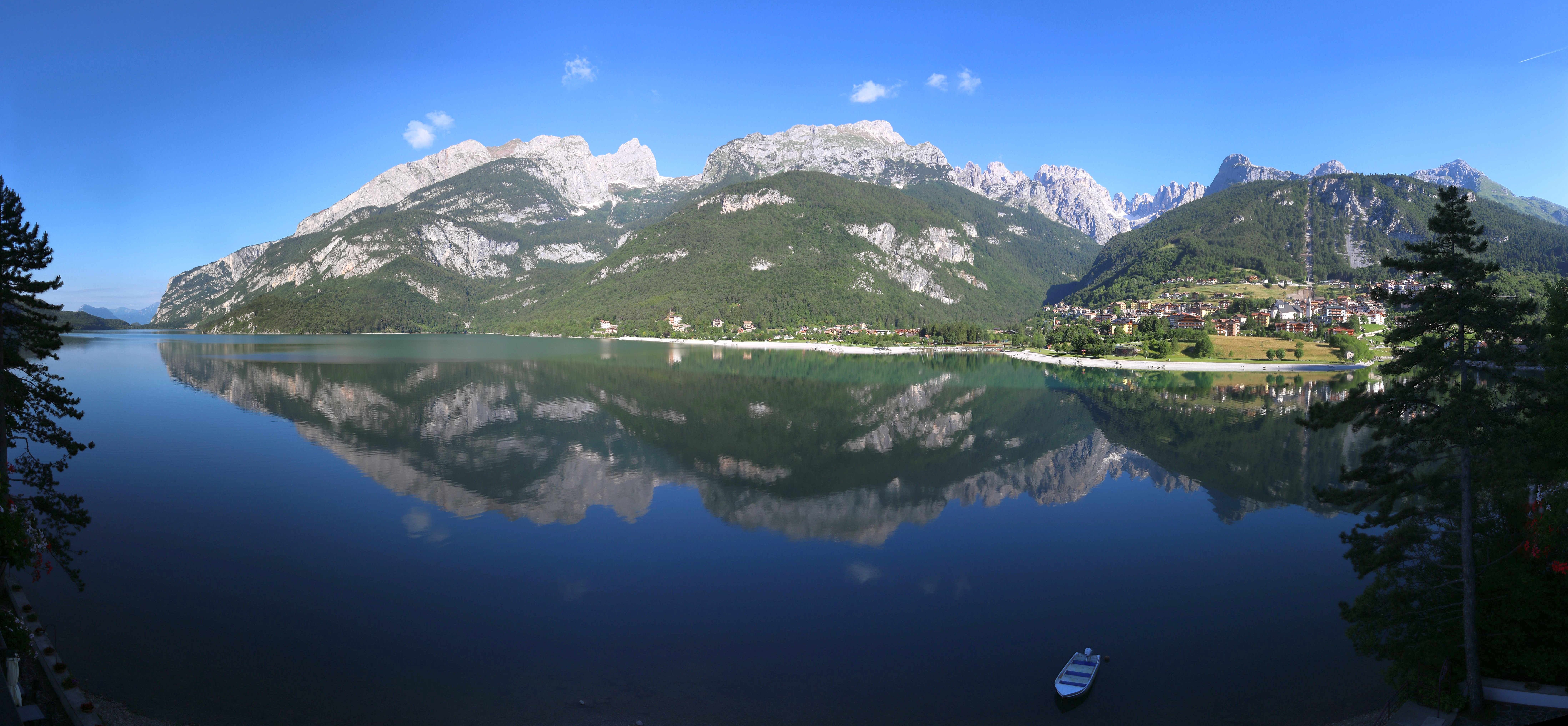
Lago di Molveno. Im Hintergrund die Brentagruppe

Die umgebenden Täler werden maßgeblich durch die Flüsse geformt, so fließt die Sarca ab Pinzolo in südlicher Richtung bis nach Tione und bildet damit die Grenze zwischen der Adamello- und Brentagruppe. Ab Tione fließt die Sarca östlich nach Stenico und macht dann einen Knick nach Süden. Es gibt auch einen Fluss namens Brenta, dieser entspringt aber nicht im Gebirgszug Brenta, sondern südöstlich von Trient.
Da die Brenta stark vom Karst geprägt ist, versickert Wasser schnell, sodass oberirdische Gewässer selten sind und meist nicht das ganze Jahr Wasser führen. Einige Bäche gibt es aber, wie die Tresenica, die den Tovelsee durchfließt und in die Noce mündet. Im Süden der Brenta ist es der Bondai, der den Molvenosee durchfließt.
In der Brenta gibt es einige Seen, die von Bedeutung sind. Im Norden im Val di Tóvel liegt der Tovelsee, der bekannt wurde, weil er in warmen Sommermonaten bis 1964 durch Algen eine intensive dunkle Rotfärbung annahm. Im Süden der Gebirgsgruppe liegt der 3,3 km2 große Molvenosee, der vermutlich durch einen Erdrutsch entstanden ist. Es gibt auch einige Wasserfälle, wie der Wasserfall des Rio Bianco in Stenico und eine kleine Höhle im Nonstal, die Bus de la Spia in der Nähe von Sporminore. Im Dezember 2024 wurde festgestellt, dass die Höhle Abisso del Laresot (Kat. Nr. 1827) tiefer ist als erwartet, nämlich bis zu 1140 m.

### Klima
Das Klima in der Brenta ist abhängig von der jeweiligen Höhenlage, die Talsohlen weisen hohe Sommertemperaturen auf. Die mittleren Höhenlagen (zwischen 800 m und 1200 m) zeichnen sich durch einen eher frischen, trockenen Sommer und einen strengen Winter aus. In der Zeit von Juni bis September sind Tagestemperaturen von 20 bis 24 Grad üblich, die Tiefsttemperaturen können aber bis 9 Grad sinken. Die Winter sind rau mit Minustemperaturen. In dieser Höhenlage befinden sich die meisten Touristenorte. Das Wetter im Hochgebirge (über 1200 m) kann auch im Sommer sehr rau sein, plötzliche Wetterumschwünge sind häufig. Da die Brenta-Gipfel eine offene Front zum Gardasee und zum Meer haben, können die wasserdampfgesättigten Luftmassen in kurzer Zeit bis in die Gletscherregionen aufsteigen. Die Folge ist eine sehr rasche Abkühlung mit heftigen gewittrigen Entladungen. Damit kann auf brütende Hitze Eisregen mit großer Kälte folgen. Dies ist auch der Grund, warum der Großteil der Niederschläge im Sommer fällt.
Beispielhaft ist hier das Klima für Andalo vorgestellt, das auf 1040 m s.l.m. auf einem Sattel liegt.
|                       | Jan | Feb | Mär | Apr | Mai | Jun | Jul | Aug | Sep | Okt | Nov | Dez |   |      |
| Mittl. Tagesmax. (°C) | −2  | −2  | −1  | 2   | 6   | 11  | 14  | 13  | 10  | 6   | 1   | −1  | ⌀ | 4,8  |
| Mittl. Tagesmin. (°C) | −7  | −7  | −6  | −3  | 1   | 4   | 6   | 6   | 5   | 1   | −3  | −6  | ⌀ | −0,7 |
|                       |     |     |     |     |     |     |     |     |     |     |     |     |   |      |
| Niederschlag (mm)     | 31  | 24  | 41  | 40  | 68  | 86  | 95  | 94  | 90  | 73  | 51  | 27  | Σ | 720  |
|                       |     |     |     |     |     |     |     |     |     |     |     |     |   |      |
| Sonnenstunden (h/d)   | 3   | 4   | 5   | 5   | 6   | 7   | 8   | 7   | 6   | 5   | 3   | 3   | ⌀ | 5,2  |
|                       |     |     |     |     |     |     |     |     |     |     |     |     |   |      |
| Luftfeuchtigkeit (%)  | 61  | 67  | 70  | 78  | 78  | 76  | 73  | 75  | 73  | 71  | 64  | 60  | ⌀ | 70,5 |

| −7 |

| −7 |

| −6 |

| −3 |

| 1 |

| 4 |

| 6 |

| 6 |

| 5 |

| 1 |

| −3 |

| −6 |

| −7 |

| −7 |

| −6 |

| −3 |

| 1 |

| 4 |

| 6 |

| 6 |

| 5 |

| 1 |

| −3 |

| −6 |

| N i e d e r s c h l a g | 31  | 24  | 41  | 40  | 68  | 86  | 95  | 94  | 90  | 73  | 51  | 27  |
|                         | Jan | Feb | Mär | Apr | Mai | Jun | Jul | Aug | Sep | Okt | Nov | Dez |

## Geologie
Das formgebende Gestein im Zentralbereich der Brenta (Dreitausender) ist der äußerst harte Dolomia principale (die südalpine Äquivalente des Hauptdolomits, Trias: Karnium–Norium), der in diesem Gebirge in einer Mächtigkeit bis etwa 1000 Metern ansteht. Bei der Alpidischen Gebirgsbildung wurde dieses Sedimentgestein nicht wie beim Kalkstein oder Schiefer aufgewölbt, sondern gebrochen, was dem Gebiet den schroffen Charakter mit seinen senkrechten Türmen und massiven Felswänden verlieh. Die Brenta zeichnet sich daher durch besonders kühne und einzigartige Formen aus. Der Dolomia Principale weist etwa 40 bis 50 Meter dicke Lagen aus verschiedenem Dolomitgestein auf, die durch unterschiedliche Verwitterung die waagerechten oder leicht schrägen markanten Bänder bilden. Diese Bänder machten durch ihre Begehbarkeit die touristische Erschließung der Brenta im 19. Jahrhundert erst möglich. Die Berge der Brentagruppe liegen auf einem Gesteinskern aus der Mitteltrias, der Dolomia principale bildet einige der Gipfel wie die Cima Brenta oder die Cima Tosa. Dieser entstand aus Ablagerungen der oberen Trias, als die gesamte Dolomitenregion ein riesiges subtropisches Watt war, das immer wieder vom Meer überflutet wurde.
In den randlichen, flächenmäßig jedoch überwiegenden Bereichen der Brenta taucht der Dolomia principale unter jüngere Sedimente ab: es folgen in Wechsellagerung Kalkstein, Mergel und Dolomit des Rhaetiums (oberste Trias), weiters weiße und rote Kalksteine des Jura und der Kreide, stellenweise bis ins tiefere Paläogen (vormals Alttertiär). Es handelt sich im Detail um die Gipfelgruppen (im Uhrzeigersinn)
- nördlich und östlich des Passo della Gaiarda (Cima Santa Maria, Turrion Basso),
- südöstlich des Passo del Clamer (Cima dei Lasteri, Piz Galin, Croz dell’Altissimo),
- nordöstlich und südöstlich der Forcolotta di Noghera (Monte Daino, Cima di Ghez),
- südwestlich der Bocca d’Agola (Cima d’Agola, Cima di Vallon),
- nordwestlich der Bocca dei Camosci (Cima di Val Stretta, Cima Fracinglo) und
- westlich und nördlich des Passo del Grostè (Monte Spinale, Pietra Grande, Cima Sassara, Sasso Rosso, Monte Peller).[22][23][24]

Die geologische Geschichte dieser Gebirgsgruppe ist komplex. Ausgezeichnet erhalten sind in der Brenta die norisch-liassischen Ablagerungen vor 228 bis 170 Millionen Jahren. Diese bilden den Übergang zwischen der so genannten Trentiner Plattform und dem Lombardischen Becken. Sämtliche Phasen der tektonischen Entwicklung mit Verschiebungen und Brüchen der Erdkruste und die parallel dazu verlaufende Gesteinsbildung jener Zeitperiode sind hier zu sehen. Im Gebiet der Brenta finden sich drei unterschiedliche Typen von Landschaftsentwicklung: Landschaftsformen, die auf tektonische Anlagen zurückgehen wie Böschungen und Bruchlinien, Türme und Zinnen längs von Spalten. Zweitens gibt es hochentwickelte oberirdische (Karrenfelder, Dolinen, Quellen) und drittens unterirdische Karstformen (Grotten und Schlupflöcher).
Insgesamt ist die Hydrologie der Brenta stark von der Karstlandschaft geprägt, diese bedingt einen schnellen Wasserdurchfluss, eine geringe Speicherung von Oberflächenwasser und eine komplexe unterirdische Entwässerung. Die Sedimentgesteine der Brenta sind eher trocken, da im Karst das Wasser schnell versickert und erst in den Tälern wieder zum Vorschein kommt. In den umgebenden Tälern treten Karstquellen auf, die eine starke Wasserschüttung haben. So liegen z. B. beiderseits der Mündung des Val Laone bei Stenico die Sorgenti Bianchi und Sorgenti Mateo.

## Pflanzen- und Tierwelt
Die landschaftliche Struktur lässt sich in folgende wesentliche Landschaftstypen von unten noch oben einteilen:
1. breite, leicht gewellte Sockel unterschiedlichsten geologischen Aufbaus, die den Fuß des Hochgebirges bilden
2. mächtige Schutthalden, die den Fuß der Kalk- und Dolomitwände umgeben
3. weitläufige Hochflächen, die die Felswände unterbrechen und häufig vom Karst geprägt sind
4. hohe, steil aufragende Felswände in vielfältigen Formen

Diese Landschaftstypen und die unterschiedlichen Höhenlagen bestimmen die Pflanzen- und Tierwelt. Diese Struktur ist dynamisch und hängt von natürlichen Faktoren wie Klima, Bodenbeschaffenheit oder Morphologie ab, aber auch von menschlichen Einflüssen wie forstliche Nutzung, Mahd oder die Nutzung von Wasserquellen. Klimaschwankungen zeigen sich auch im Rückgang der Gletscher, gleichzeitig haben die Torfschichten in den Auenmooren zugenommen. In der Pian della Nana, einer auf 2000 m liegenden Hochebene, südlich des Monte Peller, gibt es vier Lehrpfade, die die Pflanzen- und Tierwelt detailreich erklären.

### Pflanzenwelt

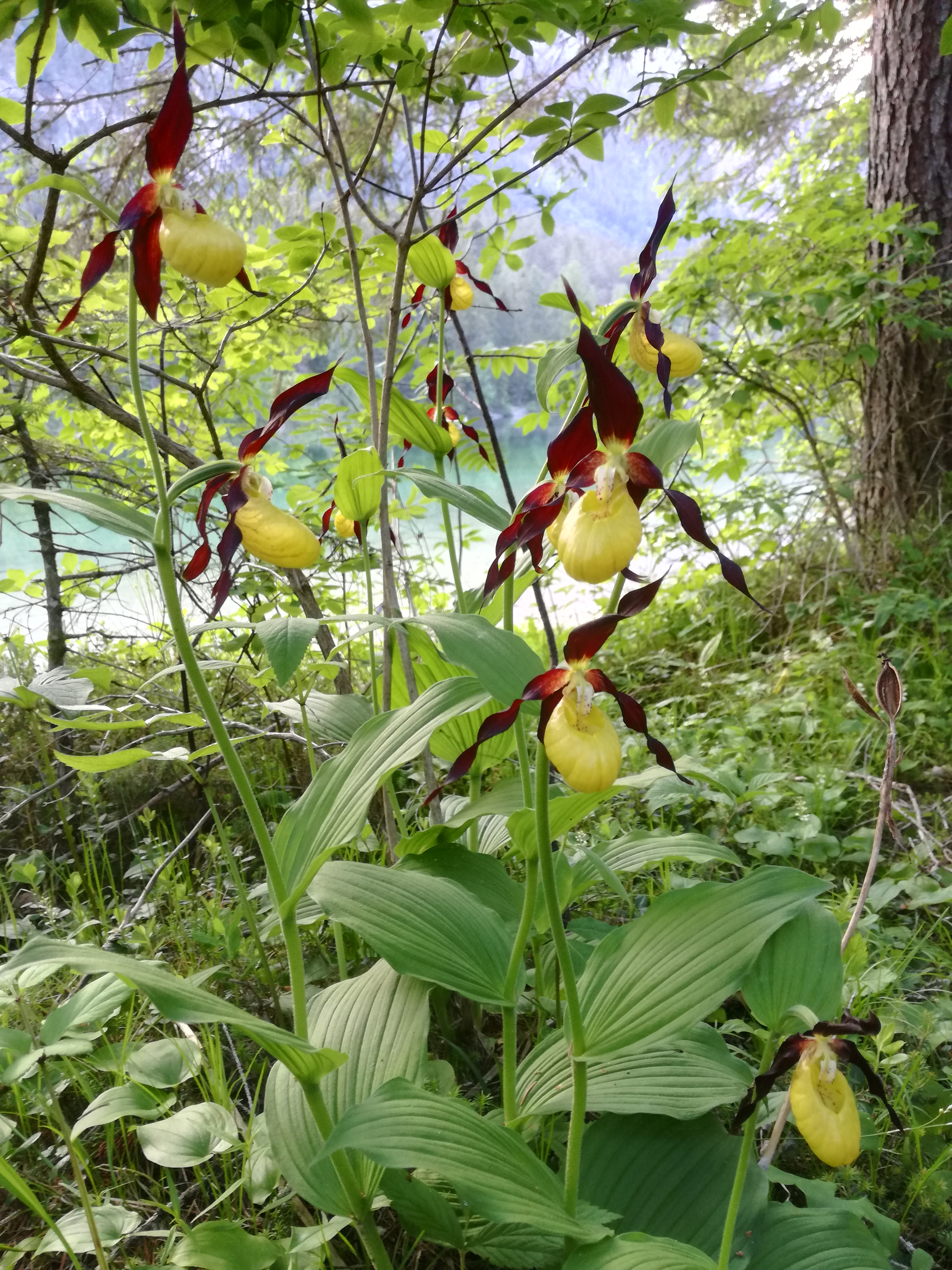
Gelber Frauenschuh am Lago di Tovel

Aufgrund der großen Höhenunterschiede von der Tallage bis in die Gipfelregionen bildet sich in jeder Höhenstufe eine entsprechende Vegetation. Die submediterrane Laubwaldstufe mit der Europäischen Hopfenbuche (Ostrya carpinifolia) als Leitart säumt den Fuß des Hochgebirges an der Sarca-Etschtal-Linie, reicht aber auch im Norden, dem Tal des Noce folgend, bis etwa Mezzana. Nach oben hin schließt randalpiner Tannen-Buchenwald an. Dieser bildet im Südteil der Brenta-Gruppe einen breiten, zumindest im Unterwuchs ebenfalls noch südlich beeinflussten Waldgürtel bis etwa 1500 m s.l.m., während er im Nordteil rasch abnimmt und durch die zwischenalpine Tannen-Fichten-Stufe ersetzt wird. Gemeine Fichte (Picea abies) und Europäische Lärche (Larix decidua) bilden die Waldgrenze, die zwischen 1900 m s.l.m. und 2000 m s.l.m. im Süden und 2100 m s.l.m. und 2200 m s.l.m. im Norden verläuft. Oberhalb der Waldgrenze bildet die Latschenkiefer (Pinus mugo subsp. mugo) den für ostalpine Kalkgebirge typischen Krummholzgürtel, der mit steigender Höhe zunehmend lichter wird und von Zwergstrauchheiden und alpinen Rasen durchzogen ist. Je nach Geländeform löst sich die Rasendecke zwischen 2000 m s.l.m. und 2500 m s.l.m. in Einzelflecken auf und die Vegetation besteht aus Polsterpflanzen, Schuttkriechern und Felsspaltenbewohnern.
Es gibt schöne Bestände des Gelben Frauenschuhs (Cypripedium calceolus), der in Krummholzfeldern, aber auch am Rande von Geröllhalden und Hangrutschungen vorkommt.

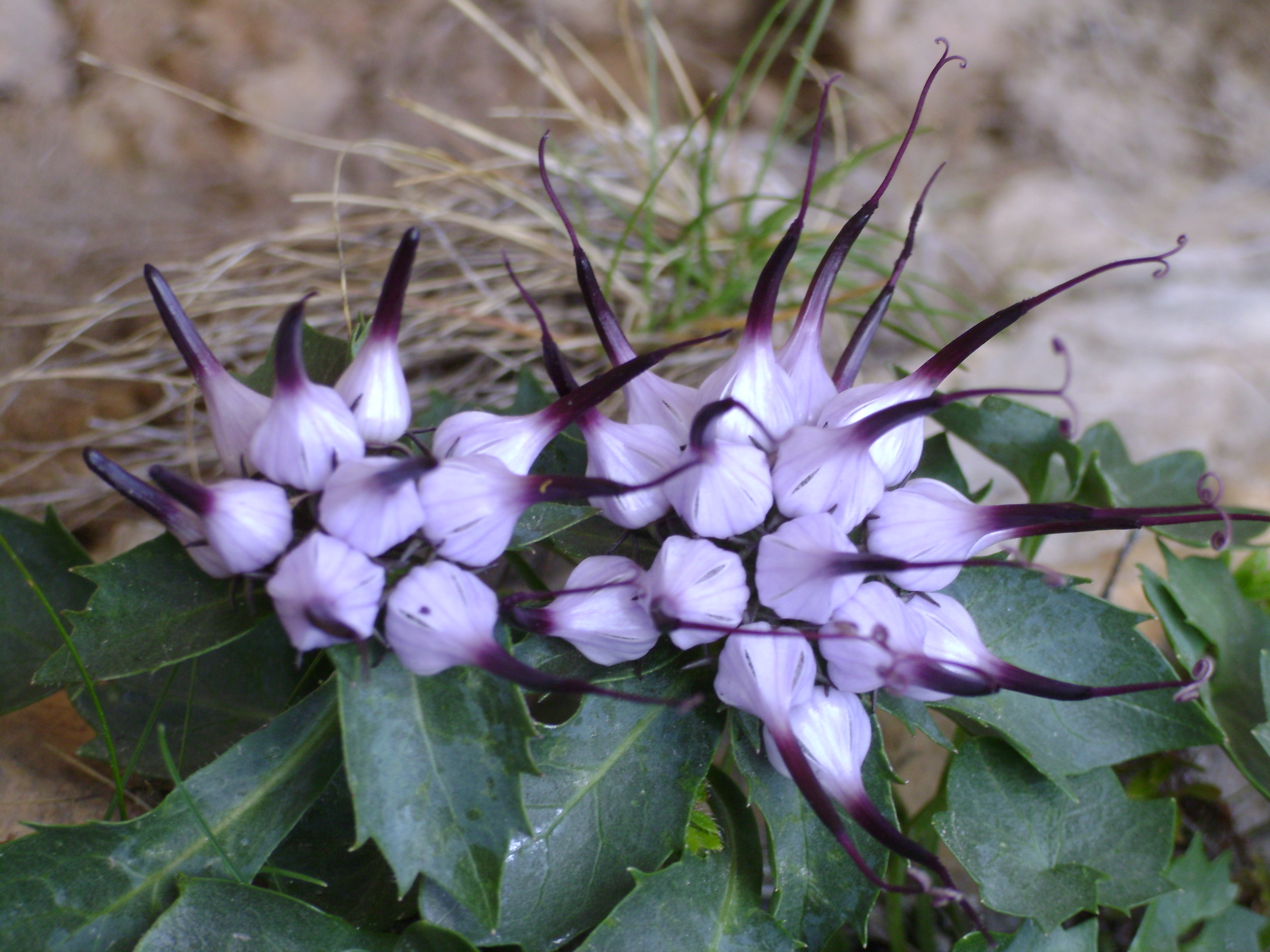
Die Schopfteufelskralle (Physoplexis comosa) ist ein Tertiärrelikt

Durch ihre Lage vermittelt die Brenta zwischen Arten mit nord-/zentralalpinem und südalpinem Verbreitungsschwerpunkt. Neben der typischen Gefäßpflanzenflora eines ostalpinen Kalkgebirges sind somit einige floristische Besonderheiten anzutreffen. Schweizer Mannsschild (Androsace helvetica) und Ährige Edelraute (Artemisia genipi) sind etwa Elemente mit nördlichem Verbreitungsschwerpunkt. Von den vielen Arten mit südalpinem Verbreitungsschwerpunkt sind folgende Reliktendemiten der Südalpen erwähnenswert:
- Schopfteufelskralle (Physoplexis comosa)
- Blaues Mänderle  (Paederota bonarota)
- Pracht-Primel (Primula spectabilis)
- Scheuchzer-Teufelskralle (Phyteuma scheuchzeri)
- Gaudins Laserkraut (Laserpitium krapfii subsp. gaudinii)
- Glänzendes Laserkraut (Laserpitium nitidum)

Der Brenta-Enzian (Gentiana brentae) ist ein lokaler Endemit, der nur im zentralen Bereich der Brenta-Gruppe wächst. Die Art wurde 2008 neu beschrieben, nachdem sie über 100 Jahre der  Hochlagensippe des Bayerischen Enzians (Gentiana bavarica subsp. subacaulis) zugeordnet wurde.
Ebenfalls endemisch ist die Orchidee Buschmanns Kohlröschen (Nigritella buschmanniae), das nur von wenigen Stellen im Norden der Brenta-Gruppe bekannt ist.
In tieferen Lagen vor allem in den südlichen Tälern und an den Ufern des Lago di Toblino werden mediterrane Pflanzenarten wie Oliven, Edelkastanien und Zypressen kultiviert.

### Tierwelt
Es finden sich in der Brenta bekannte Tiere wie Gämsen, Hirsche, Rehe, Murmeltiere, Dachse, Füchse, Marder, Wiesel, Hermelin, Schneehasen und viele mehr. Unter den Säugetieren besonders hervorzuheben ist eine Kolonie von Steinböcken, die das Ergebnis eines Wiederansiedlungsprojektes sind. Eine Population von Wildschafen wurde in den 1970ern von Jägern eingeführt. Neben dem Habicht, dem Auerhuhn und dem Steinadler gibt es auch Bestände an Turmfalken. Bartgeier sind nur gelegentlich anwesend, da diese große Reviere haben. Von besonderem ökologischen Interesse sind neben den vorgenannten tagaktiven Greifvögeln auch Eulen wie der Waldkauz, die Waldohreule, der Raufußkauz und der Sperlingskauz.
Die Reptilien und Amphibien sind durch Alpen- und Feuersalamander, Alpenmolch, Erdkröte, Grasfrosch, Smaragdeidechse und Blindschleiche vertreten. Es kommen auch einige ungiftige Schlangenarten vor, wie Karbonarnatter, Glattnatter, Würfelnatter, Äskulapnatter und Ringelnatter. Von den giftigen Schlangen gibt es Aspisviper und Kreuzotter. In den Seen und Wasserläufen sind typische Kaltwasserfische wie der Alpensaibling, die Marmorataforelle und die Bachforelle heimisch.

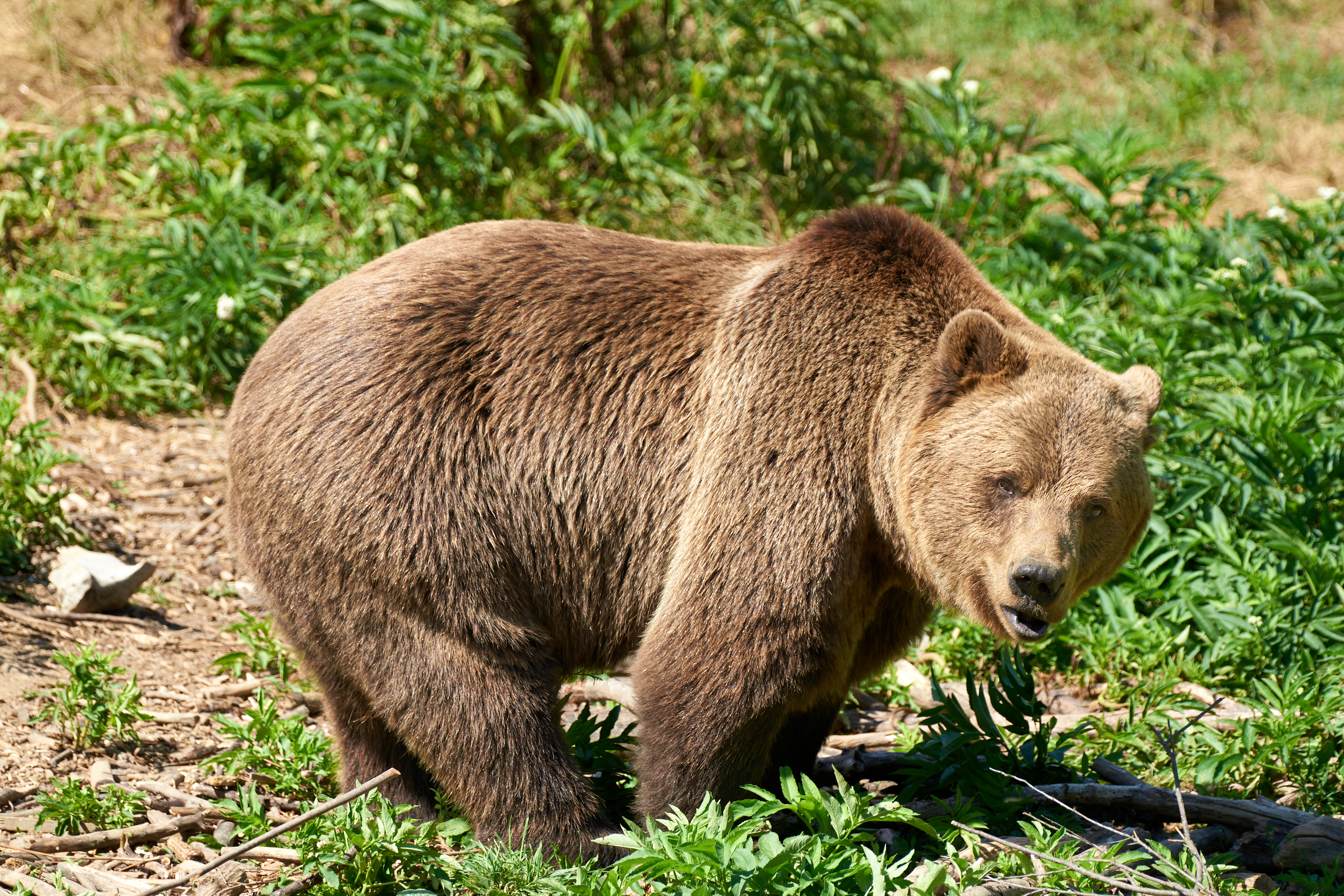
Europäischer Braunbär

Eine Besonderheit ist, dass es in der Brenta immer Braunbären gab, sie waren niemals zur Gänze abgewandert oder abgeschossen worden. Trotzdem war der Bestand sehr klein. Um das drohende Aussterben der Art zu verhindern, wurde 1996 das Projekt „Life Ursus“ ins Leben gerufen, bei dem zwischen 1999 und 2002 zehn Braunbären ausgewildert wurden. Diese haben sich gut angepasst und vermehrt, sodass Stand 2024 wieder rund 100 Bären in den Zentralalpen leben. Der in Bayern abgeschossene Bär „Bruno“ war aus der Brenta abgewandert und war nach einigen Aufenthalt in Österreich bis Bayern gekommen.
Es werden auch Haflinger gezüchtet.

## Naturschutz
siehe auch: Naturpark Adamello-Brenta
Der Großteil der Brenta ist zusammen mit Teilen der Adamello- und Presanella-Gruppe als Naturpark ausgewiesen. Die anerkannten Hauptschutzelemente sind das Genova-Tal, die Brenta-Gruppe, der Tovel-See und die wild lebenden Braunbären. Das Wasser des Tovel-Sees färbte sich im Sommer rot, diese Naturerscheinung ist aber seit 1964 zurückgegangen, vermutlich aufgrund von Umweltverschmutzung.
Der Park wurde 1967 eingerichtet und 1987 und 2003 erweitert; er umfasst nun 620 km² und erstreckt sich von 477 m s.l.m. bis zu 3558 m s.l.m. Er repräsentiert eine einzigartige geologische Vielfalt und eine artenreiche Flora und Fauna. Der Naturpark wurde auch als UNESCO-Geopark anerkannt. Die Nutzung des Naturparks ist nur unter Auflagen möglich. Die Naturparkverwaltung unterhält mehrere Besucherzentren in den umliegenden Orten, die über Flora, Fauna und über das allgemeine Verhalten im Park aufklären.
Die Dolomiten wurden 2009 in das UNESCO-Welterbe aufgenommen, die Brenta ist als Gebiet Nr. 9 Teil davon, obwohl es von den anderen Dolomitengebirgen relativ weit entfernt liegt. Das Welterbe Dolomiten ist in Kern- und Pufferzonen unterteilt, die Kernzone umfasst die Brenta ohne Paganella, die Pufferzone bindet die umgebenden Täler ein. Die Kernzonen umfassen das eigentliche Welterbe, die sie umgebenden Pufferzonen sollen dazu beitragen, die Unversehrtheit zu bewahren.
Die Brenta ist Teil des Schutzgebiets Dolomiti di Brenta (IT3120177) gemäß der FFH-Richtlinie als Teil des Netzwerks Natura 2000. Das Schutzgebiet ist 311,32 km² groß und umfasst den Großsteil der Gebirgsgruppe. Die Schutzgüter, die zur Ausweisung dieses Gebietes als Natura-2000-Gebiet geführt haben, sind 35 Lebensraumtypen sowie 9 Tierarten.

## Verkehr und Wirtschaft
Die Brenta wird am östlichen Rand erschlossen von der Staatsstraße SS 239 di Campiglio, die im Wesentlichen dem Val Rendena folgt. Im Nordwesten bindet die SS 43 della Val di Non die Brenta an Trient an, während im Süden die SS 45 bis Gardesana Occidentale und die SS 237 del Caffaro die Brenta begrenzen. Die einzige Straße, die direkt durch die Brenta führt, ist die Staatsstraße SS 421 dei Laghi di Molveno e Tenno, die den Lago di Molveno umrandet. Um den Verkehr im Naturpark zu begrenzen, wurde 2003 ein Shuttleverkehr eingeführt, der schrittweise ausgebaut wurde.
Ursprünglich wurde die Brenta nur land- und forstwirtschaftlich genutzt, davon zeigen heute noch zahlreiche intakte und aufgelassene Almen. Inzwischen ist der dominierende Wirtschaftszweig der Tourismus; die Brenta wird jedes Jahr von etwa 5 Millionen Touristen besucht. Im Sommer sind Wandern, Trekking, Klettern und die Bewältigung von Mountainbike-Touren die Hauptaktivitäten in der Brenta. Zahlreiche Schutzhütten und Gaststätten haben sich auf diese Besucher spezialisiert.
Der Wintertourismus ist eher an den Rändern der Brenta angesiedelt, bedeutende Schigebiete sind im Westen Madonna di Campiglio und Pinzolo im Val Rendena. Das Schigebiet Folgarida–Marilleva im Val di Sole liegt im Nordwesten schon etwas außerhalb.

## Geschichte

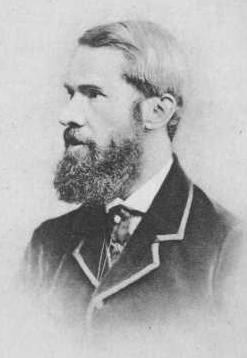
Francis Fox Tuckett, nach ihm sind in der Brenta die Tucketthütte, der Übergang Bocca di Tuckett und der Tuckettgletscher benannt

### Besteigungsgeschichte
Die Gipfel der Brenta wurden erst relativ spät von den zeitgenössischen Alpinisten entdeckt. Die Cima Tosa war der erste Gipfel der Brenta, der bestiegen wurde. Dies gelang Giuseppe Loss am 20. Juli 1865 mit weiteren sechs Seilgefährten. Francis Fox Tuckett, ein britischer Bergsteiger bestieg 1872 zusammen mit den Bergführern Christian Lauener und Santo Siorpaes die Cima Brenta. 1877 gelang einer Seilschaft des Alpine Club Gaskell mit dem Führer Arturo Lacedelli die Besteigung der Cima del Vallon (2968 m). Dies war die dritte Erstbesteigung in der Gruppe.
In den 1880er Jahren war es dann der aus der Schweiz stammende Wahlrömer Alberto de Falkner, dem teilweise in Begleitung des Malers Edward Theodore Compton eine Reihe von Erstbesteigungen in der Gruppe gelangen. Unter anderem bestieg er 1882 die nach ihm benannte Cima Falkner. Abenteuerlich gestaltete sich die Erstbesteigung des dritthöchsten Gipfels der Gruppe, des Crozzon di Brenta. Nachdem 1882 innerhalb weniger Tage die zwei Seilschaften Oskar Baumann und Matteo Nicolussi und De Falkner, Compton und der Führer Antonio Dallagiacoma den ersten, aber niedrigeren Gipfel des Crozzon erreichten, gelang die Erstbesteigung 1884 erst im zweiten Anlauf dem Leipziger Professor Karl Schulz in Begleitung des Bergführers Matteo Nicolussi.
Den Innsbrucker Studenten Otto Ampferer und Karl Berger gelang die Erstbesteigung des Campanile Basso oder Guglia di Brenta. In dieser Zeit tauchen mit Rose Friedmann und Vineta Mayer zwei Alpinistinnen in der Brenta auf.  Vineta Mayer war die erste Frau, die am 11. August 1903 den Campanile Basso bestieg.

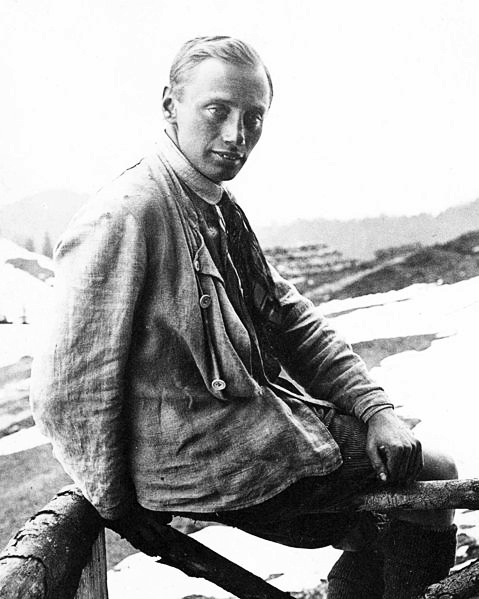
Paul Preuß durchstieg 1911 im Alleingang erstmals die Ostwand der Guglia di Brenta

Nachdem die meisten Gipfel bestiegen waren, kamen die großen Wände in den Fokus der Kletterer. So legten Rudolf Fehrmann und Gefährten 1908 eine kühne Tour in die Guglia di Brenta. Bis zum Ausbruch des Ersten Weltkrieges waren es dann vor allem deutschsprachige Alpinisten, die in der Brenta Bergsteigergeschichte schrieben, wie der damalige Kletterstar Paul Preuß. Dieser beging die Ostwand der Guglia di Brenta, eine der schwierigsten Routen dieser Zeit im Alleingang.
Nach dem Ersten Weltkrieg kamen vermehrt italienische Bergsteiger in die Brenta: Vittorio Emanuele Fabbro, Renzo Videsott, Ettore Castiglioni und Giovanni Strobele gelangen schöne Touren. Letzterer war auch Ideengeber für den berühmten Bocchette-Klettersteig im zentralen Bereich der Gruppe. Nach dem Zweiten Weltkrieg begann die Erschließung der großen Wände, in die viele und lange, ausgesetzte Touren gelegt wurden. Hier sind vor allem Bruno Detassis, Cesare Maestri, Walter Bonatti, Heinz Steinkötter, Sergio Martini oder Ermanno Salvaterra tätig geworden.
Mit dem Aufkommen der Akku-Bohrmaschine Anfang der 1980er Jahre konnten auch Touren durch glatte Wände eröffnet werden, die früher nicht absicherbar waren. Dies führte zu einer ganzen Reihe von neuen Kletterwegen. Anfang der 2000 Jahre kamen gut abgesicherte Klettergärten mit eher kurzen Routen und Bouldergebiete dazu.

### Bau von Schutzhütten und Nationalitätenfrage
In den 1880er Jahren wurde mit dem Rifugio Tosa der wenige Jahre zuvor gegründeten Società degli Alpinisti Tridentini (SAT) auch die erste Schutzhütte in der Brenta eröffnet. In der Folge entbrannte mit dem DÖAV ein Wettlauf im Hüttenbau in der Gruppe, die mit den zwischen 1904 und 1906 errichteten Rifugio Quintino Sella der SAT und der nur wenige Schritte entfernt errichteten Tuckettpasshütte der Sektion Berlin des DÖAV ihren ersten Höhepunkt fand. Der Wettstreit zwischen DÖAV und SAT wurde aber vor allem auf dem Hintergrund der Nationalitätenfrage des italienischsprachigen Teils der Grafschaft Tirol oder je nach Sichtweise des Trentino ausgetragen. Gerade die Brenta rückte dabei in den Mittelpunkt der Auseinandersetzung zwischen Pangermanisten und Irredentisten. So stellte die Umbenennung der Cima Brenta in Kaiser-Franz-Joseph-Spitze zwischen 1893 und 1894 nach Ansicht der irredentistisch ausgerichteten SAT den Versuch dar, auch in der Toponomastik Fakten zu schaffen. Die Umbenennung war nach dem DÖAV dagegen eine direkte Antwort auf die nach dem Garibaldisten Alberto De Falkner benannte Cima Falkner, mit der die italienische Natur des Trentino unterstrichen werden sollte.

## Erschließung und Berghütten

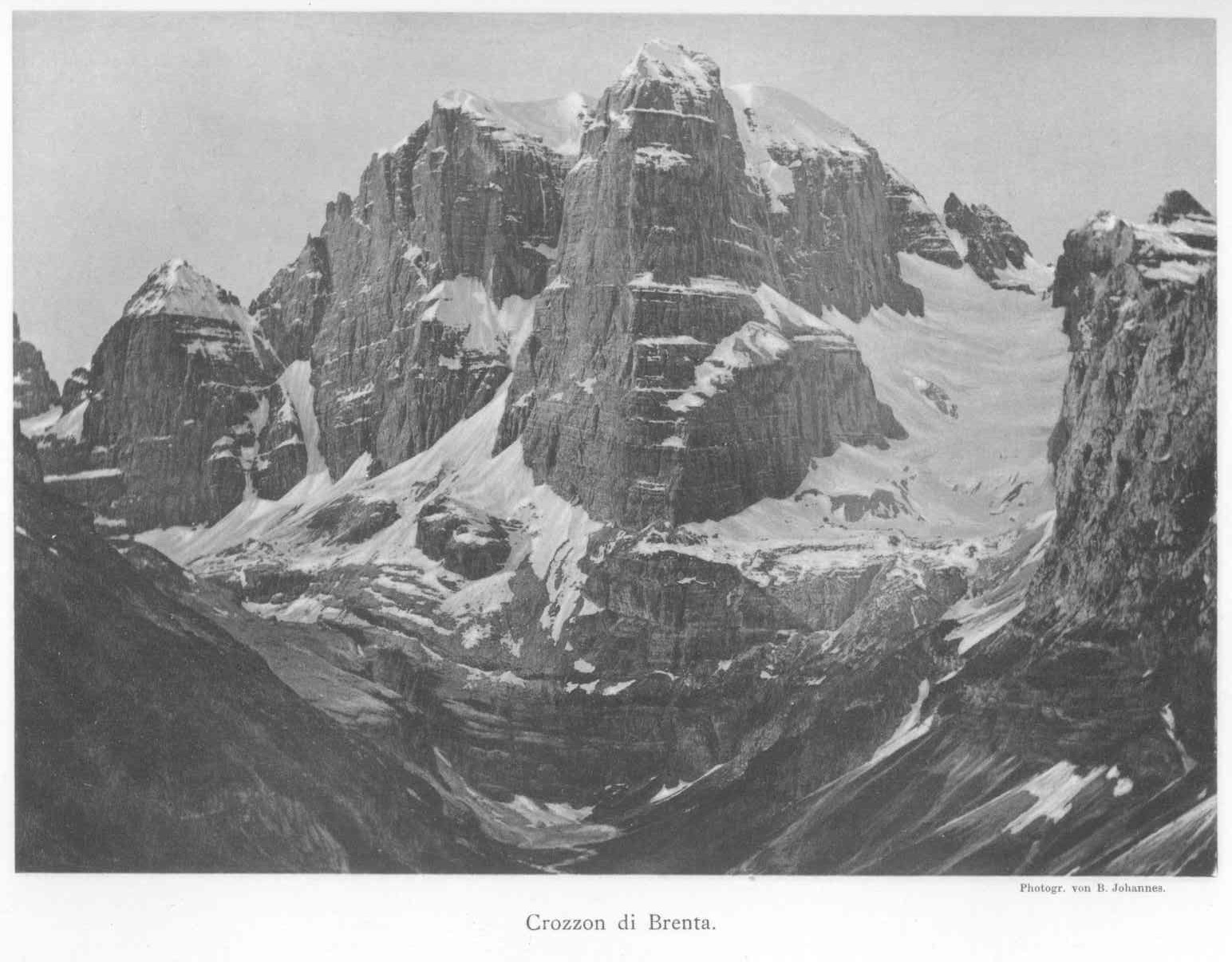
Crozzon di Brenta, Foto von 1890

Ausgangspunkt für Touren in der Brenta ist meist Madonna di Campiglio, das auch gut mit öffentlichen Verkehrsmitteln erreichbar ist. Ein Holzhändler hatte im 19. Jhdt. ein altes Hospiz aufgekauft und zum Hotel umgebaut. Nach dem Bau einer neuen Straße avancierte der Ort schnell zu einem Urlaubsgebiet für Adelige und Geschäftsleute, spätestens nachdem die sportbegeisterte Kaiserin Sisi und ihr Gatte Franz Joseph dort Urlaub machten.

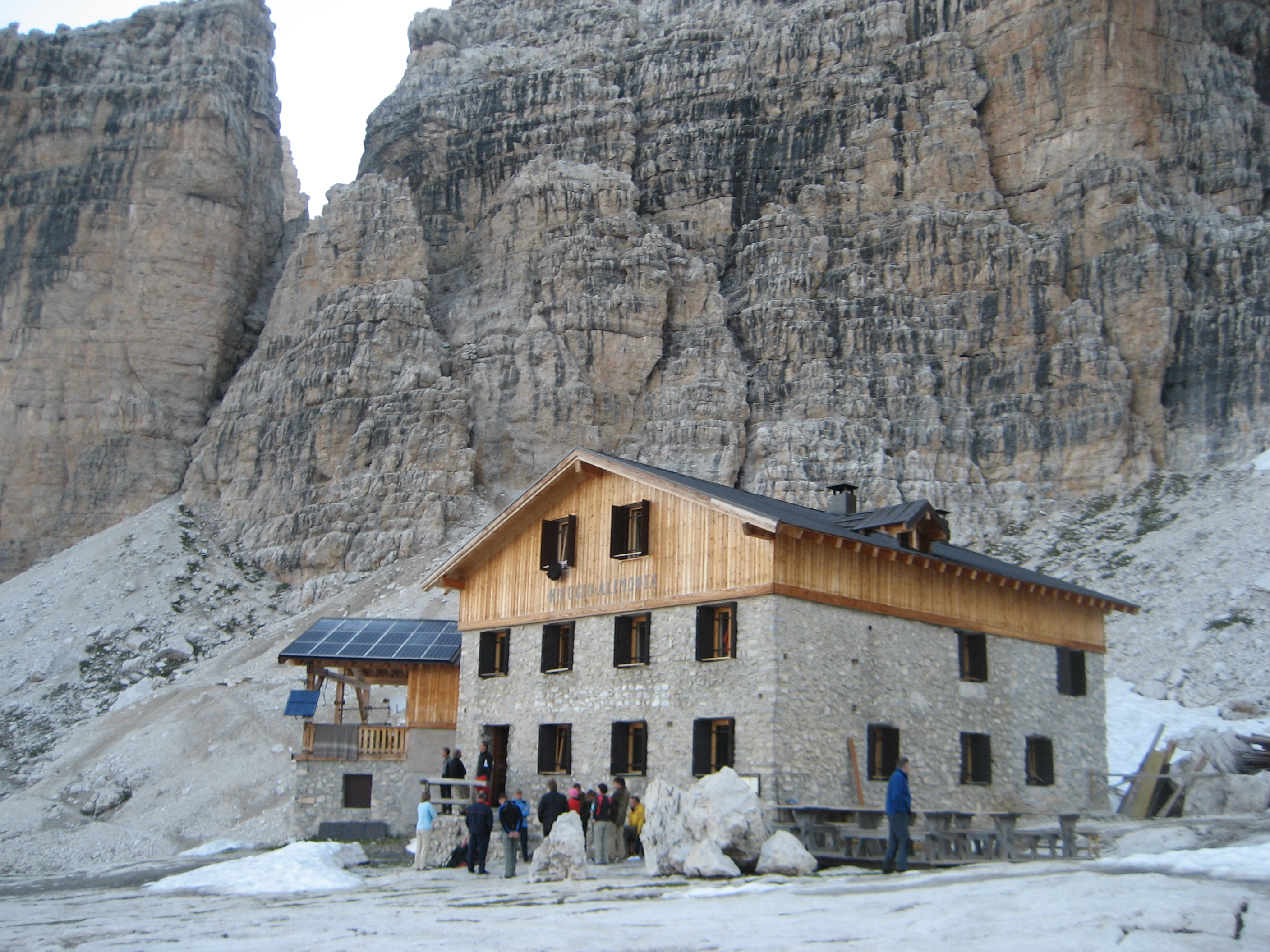
Rifugio Alimonta, 2580 m

Die Brenta wird durch folgende Schutzhütten erschlossen:
- Rifugio Agostini, 2410 m
- Rifugio Al Cacciatore, 1820 m
- Rifugio Angelo Alimonta, 2580 m
- Rifugio Brentei, 2120 m
- Rifugio Casinei, 1825 m
- Rifugio Croz dell’Altissimo, 1430 m
- Rifugio Dodici Apostoli, 2489 m
- Rifugio Graffer, 2261 m
- Rifugio Pedrotti, 2496 m
- Rifugio Peller, 1990 m
- Rifugio Selvata, 1632 m
- Rifugio Tuckett – Quintino Sella, 2268

Einige Bereiche, wie der zentrale Teil der Brenta mit dem Bocchette-Weg, sind im Sommer wegen ihres Bekanntheitsgrades vor allem an Wochenenden und generell im italienischen Ferienmonat August manchmal überlaufen. Verbunden sind damit Probleme wie Müllentsorgung, überfüllte Hütten und kontingentierte Zugänge auf den Zufahrtsstraßen zu den Parkplätzen am Ausgangspunkt der Wanderwege. Auch der Begriff Overtourism wird in bestimmten Bereichen, wie dem Tovelsee, mit der Brenta in Verbindung gebracht. Das Ausüben von Sport- und Freizeitaktivitäten unterliegt im Naturpark Adamello-Brenta zudem Auflagen.

## Bergsport
Die Brenta ist ein wild zerklüfteter Gebirgsstock, der für viele alpine Sportarten ideal ist. Viele Gebiete sind recht einsam und weit weg der Zivilisation und ermöglichen daher ein besonderes Naturerlebnis. Besonders beliebt sind die diversen Spielarten des Kletterns und Wanderns.

### Wandern

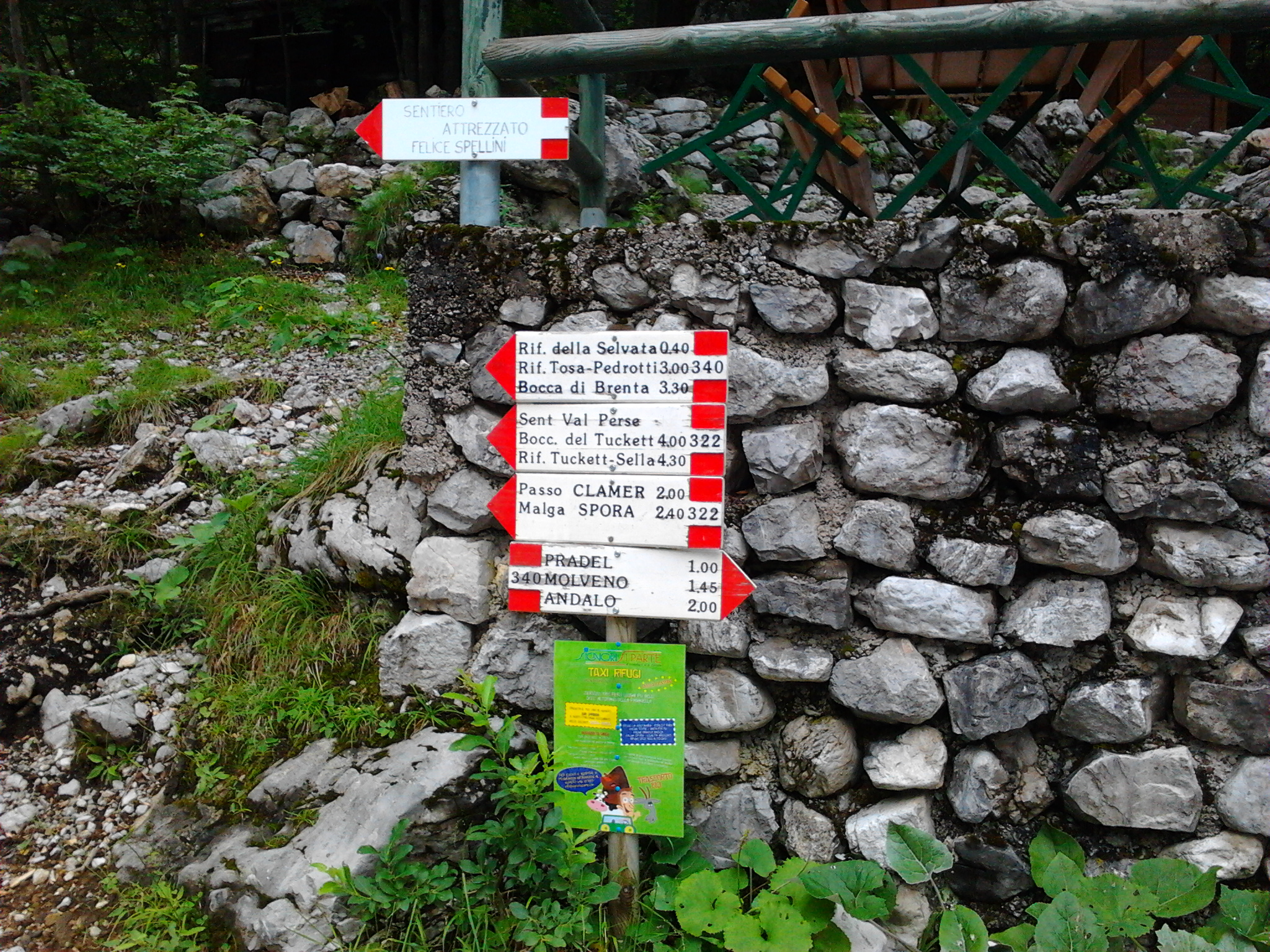
Beschilderung beim Rifugio Croz dell’Altissimo

Das Gebiet bietet eine große Anzahl von Wanderwegen, von moderat bis sehr schwierig. Die zahlreichen Hütten können als Stützpunkte dienen. Beliebt sind daher Wanderwege, die von Hütte zu Hütte führen und Rundwege sind, die über mehrere Hänge und Berge führen. Als einer der besten Panoramawege von Hütte zu Hütte mit guter Aussicht wird der Wanderweg vom Grostèpass zur Brenteihütte an der Brenta-Westseite beschrieben. Da der Grostèpass per Seilbahn zu erreichen ist, sind im Aufstieg nur 220 Höhenmeter zu bewältigen, nach einer Rundwanderung im Abstieg 1150 Höhenmeter. Die Tour ist in rund 5 Stunden zu bewältigen.
Auch Mehrtagestouren durch die zerklüftete Landschaft sind möglich, benötigen aber einiges an Kondition und Ausdauer. An der Brenta-Ostseite gibt es ebenfalls einen Panoramaweg, den Sentiero Oswaldo Orsi, für diesen Rundweg werden zwei Tage veranschlagt mit einer Übernachtung in einer Hütte. Er wird als anstrengende Tour für geübte Geher beschrieben, aber bei guten Verhältnissen als nicht schwierig. Es sind rund 1500 Höhenmeter zu bewältigen.
Es gibt eine Tour, die den gesamten Gebirgsstock durchquert, von Hütte zu Hütte führt und mindestens 3 Tage benötigt. Ein besonderes Highlight ist die Besteigung der Cima Tosa, diese Wanderung benötigt mindestens 12 Stunden, rund 2000 Höhenmeter im Auf- und Abstieg und 12 km Strecke – bei einer Übernachtung auf einer Hütte. Der Anmarsch zur Hütte ist da nicht mitgerechnet. Der Sentiero Claudio Costanzi ist eine Überschreitung der nördlichen Brentakette, der nur für geübte Wanderer empfohlen wird. Es ist eine lange, schwierige Route, die sehr hoch liegt und daher nur bei guten Verhältnissen nach der Schneeschmelze begangen werden sollte. Er benötigt zwei Tage, und es sind 1340 Höhenmeter im Aufstieg und 1670 Höhenmeter im Abstieg zu bewältigen.
Beliebt sind auch Wanderwege durch das Val d’Algone, ein 15 km langes, wildes Tal mit einer großen Vielfalt an Fauna und Flora. Hier finden sich auch etliche Almen, darunter die Malga Movlina. Es gibt aber auch moderate Touren, wie den Cacate della Vallesinella, die auch mit Kindern machbar ist. Es ist eine einfache Wanderung, bei der 620 Höhenmeter zu bewältigen sind und die etwas mehr als 4 Stunden dauert. Sie führt an den drei Wasserfällen vorbei und ist gut erschlossen.

### Klettersteige

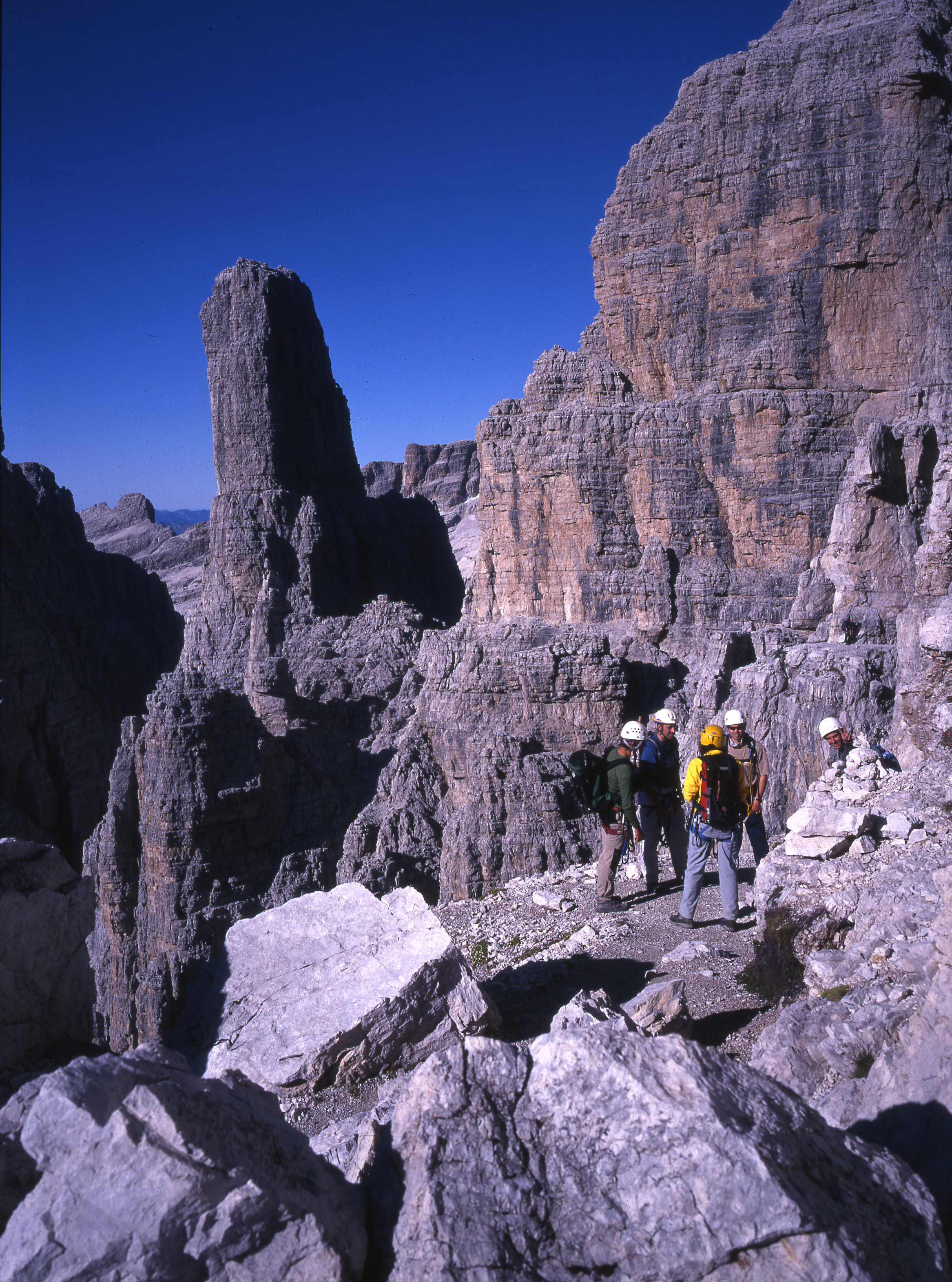
Sentiero delle Bocchette Centrale, im Hintergrund die Guglia di Brenta

Charakteristisch sind die Felsbänder, auf denen mehrere Klettersteige, z. B. der Bocchette-Weg (ital. Via Ferrata delle Bocchette) (Teilstücke Sentiero Benini, Sentiero Bocchette Alte, Sentiero Bocchette Centrali), entlangführen.
Häufig werden Klettersteige mit Felswandern kombiniert, besonders beliebt für solche Kombinationen sind:
- Der Klettersteig Bocchette Basse, offiziell „Via Ferrata S.O.S.A.T.“ dieser führt von der Tuckett-Hütte zur Brentei-Hütte und über die Alimonta-Hütte zur Bocca degli Armi. Dieser ist der niedrigste und einfachste Klettersteig der Gegend, er umrundet die Cima Brenta. Dieser Weg hat lange Gehpassagen auf einem Wanderweg, wechselt sich aber mit versichertem Gelände und in der Schlüsselstelle mit einer Leiter ab. Die Gehzeit wird mit rund 5,5 Stunden angegeben, es sind rund 850 Höhenmeter zu überwinden.[59]

- Ein anderer beliebter Weg ist eine Wanderung zum Rifugio Silvio Agostini, die im Mittelteil den Sentiero del Cege als Klettersteig einschließt. Diese Weg ist schon etwas schwieriger, benötigt rund 4,5 Stunden Gehzeit und überwindet 870 Höhenmeter.[59]

Andere beliebte Klettersteige sind:
- Sentiero Alfredo Benini (vom Grostè-Pass zur Bocca di Tuckett)
- Sentiero delle Bocchette Alte (von der Bocca di Tuckett zur Bocca degli Armi)
- Sentiero delle Bocchette Centrale (von der Bocca degli Armi zur Bocca di Brenta)
- Sentiero Orsi (von der Tuckett-Hütte zur Pedrotti-/Tosa-Hütte)
- Sentiero Ettore Castiglioni (von der Agostini-Hütte zur XII-Apostel-Hütte)

Besonders das Zentralstück des Bocchette Centrale gilt als einer der bekanntesten alpinen Klettersteige, der zwischen 1936 und 1957 errichtet wurde. Da er sehr exponiert, aber nicht sehr schwierig ist und schöne Ausblicke bietet, gehört er zu den beliebtesten Klettersteigen in der Region. Für die Tour werden 2 Tage veranschlagt, es sind 1320 Höhenmeter zu überwinden.

### Sportklettern
Die Brenta ist ein bekanntes Klettergebiet, es gibt mehr als 400 Sportklettertouren in elf Klettergärten. Diese bieten meist eher kurze Routen in allen Schwierigkeitsgraden. Da die Felsen nach allen Himmelsrichtungen ausgerichtet sind, gibt es schattige Felsen für heiße Sommertage ebenso wie sonnige Felsen für eher kühle Tage.

### Alpines Klettern
Es gibt eine Vielzahl von klassischen und modernen Klettertouren in der Brenta. Diese sind meist hochalpin, ausgesetzt und verlangen ein hohes Maß an klettertechnischem Können insbesondere auch bei der Absicherung. Moderne Routen sind dagegen teilweise gut gesichert.

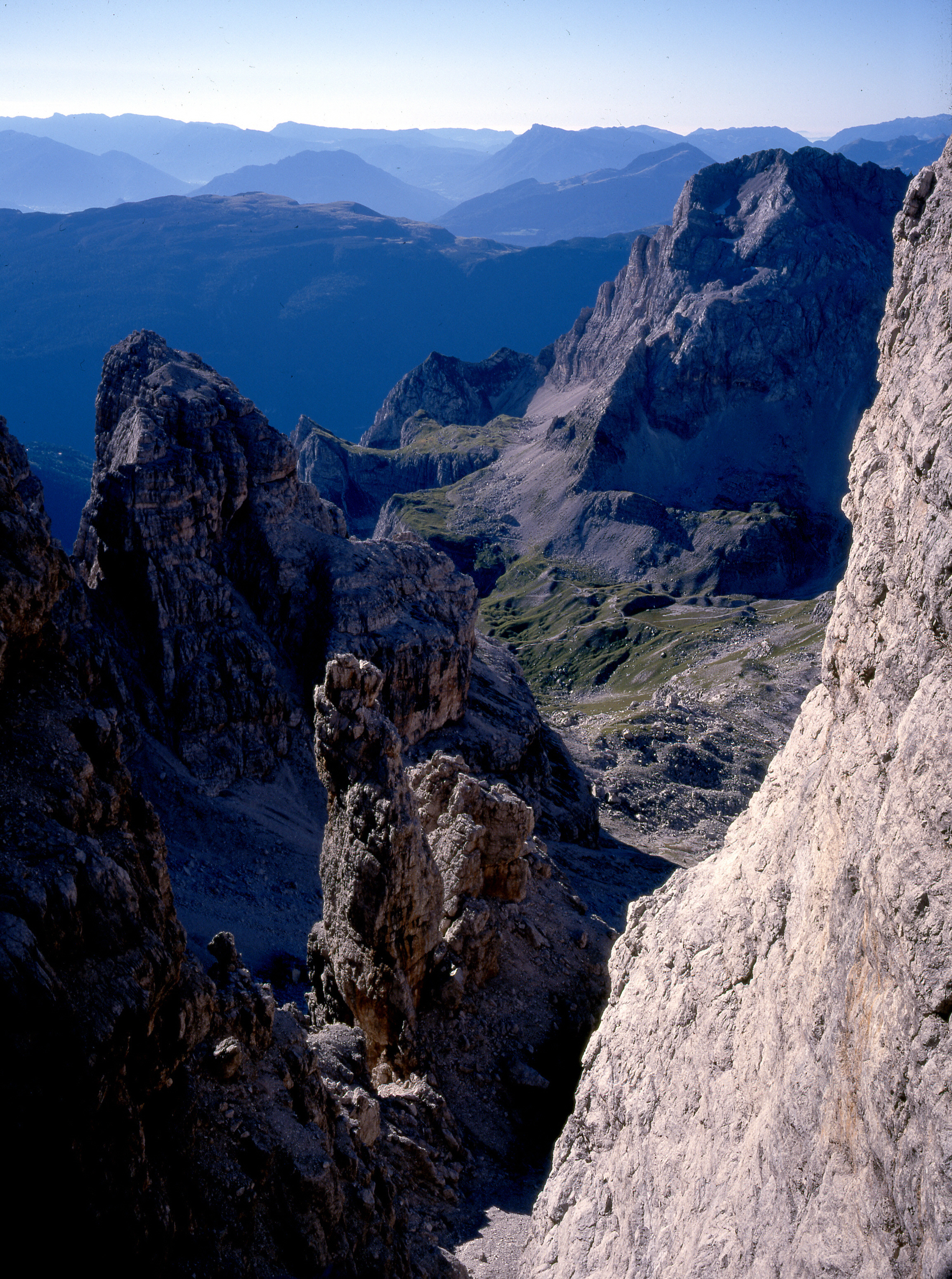
Blick von der Bocca degli Armi nach Südosten

Die großen Klassiker aus der Frühzeit des extremen Felskletterns sind:
- Der „Normalweg“ auf die Cima Tosa ist die einfachste Klettertour (UIAA 2/3-, 600 m) und führt durch die Südflanke, erstbegangen von Giuseppe Loss und Gefährten, 1865.[71]
- Der „Normalweg“ auf den Crozzon di Brenta, erstbegangen von Karl Schulz und Matteo Nicolussi, 1884.[72]

- die „Südwestverschneidung“ und die „Südwestwand“ (UIAA 6-, 300 m) an der Guglia di Brenta, erstbegangen von Rudolf Fehrmann und Oliver Perry-Smith am 27. August 1908 (Südwestverschneidung), bzw. von C. F. Meade und P. Blanc am 19. August 1909 (Südwestwand). Südwestverschneidung und Südwestwand werden meist zu einer Tour verbunden, da die eine auf die andere aufbaut. Die Guglia di Brenta ist eine schlanke Felssäule, direkt neben der Nordwestwand der Cima Brenta Alta.[49]
- die „Ostwand“ der Guglia di Brenta (UIAA 5, 120 m), erstbegangen vom damaligen Kletterstar Paul Preuß am 28. Juli 1911. Preuß beging die Tour allein, ohne Seil, in nur 2 Stunden. Diese Leistung gilt als eine der kühnsten Erstbegehungen des Kletterns.[50] Tita Piaz nannte Preuß „Herr des Abgrunds“, Angelo Dibona sagte über die Route „Obwohl sie kurz ist, ist sie eine der eindrucksvollsten Routen der Dolomiten“.[73]

Die großen Klassiker aus der Nachkriegszeit sind:
- die „Via della Concordia“ (UIAA 6, 350 m) in der Ostwand der Cima d’Ambiez, erstbegangen von A. Oggioni, J. Aiazzi, A. Aste und A. Miorandi, 1955. Zu deutsch heißt der Titel „Weg der Eintracht“, weil am 30. Juni und 1. Juli 1955 zwei Seilschaften beim Versuch der Erstbesteigung zusammengearbeitet haben, anstatt (wie damals eher üblich) zu konkurrieren. Die vier benötigten 17 reine Kletterstunden und ein Biwak für die Erstbesteigung. Die Route folgt der Vertikale der Verschneidung durch die große Wand dieses Turmes.[74]

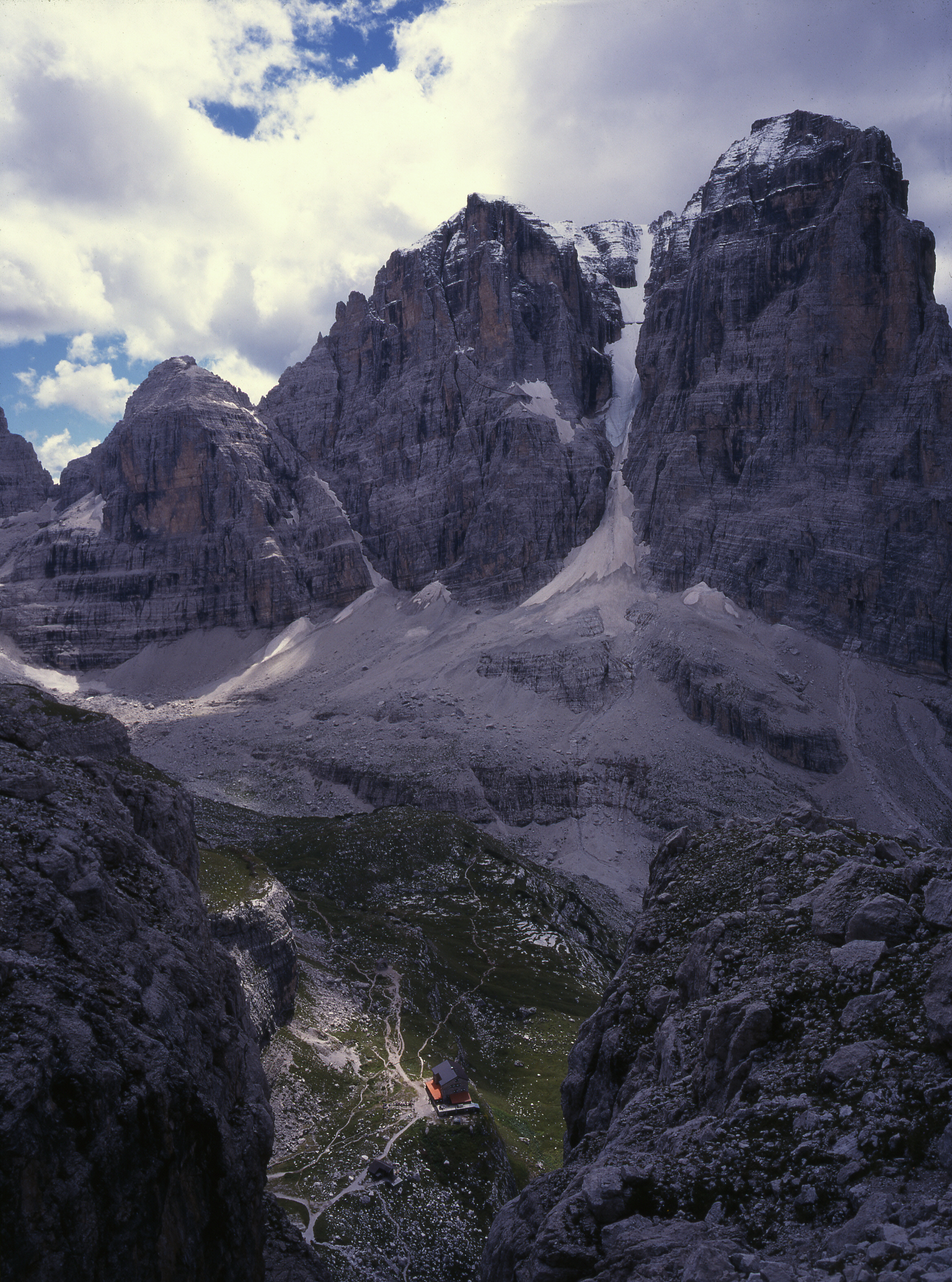
Crozzon di Brenta mit der Brentei Hütte

- der „Nordostpfeiler“, auch „Franzosenpfeiler“ genannt (UIAA 6, 800 m), am Crozzon di Brenta, erstbegangen von J. Frehel und D. Leprince-Ringuet, 1965. Der Crozzon di Brenta gehört zur Cima Tosa und ist ein Koloss von 800 m Höhe. Einige Jahre nach der Erstbegehung hat sich der Name Franzosenpfeiler eingebürgert, da die Erstbegeher Franzosen waren. Talort ist Madonna di Campiglio, meist wird jedoch von der Brenteihütte gestartet, da die Tour sehr lang ist – eine der längsten in der Brenta. Der Abstieg erfolgt über den Grat zur Cima Tosa und von dort über den Normalweg hinunter.[75][76]
- die „Nordostverschneidung“ (UIAA 6-, 450 m) an der Brenta Alta, erstbegangen von A. Oggioni und J. Aiazzi am 25. und 26. Juli 1953. Die Erstbegeher benötigten 18 Stunden und ein Biwak, erst die fünfte Begehung war an einen Tag möglich.[77]

Unter den modernen Routen ist die „Via Zanetti“ (UIAA 5, 425 m) durch die Ostwand der Le Laste, die erst 2021 von den Brüdern Zanetti erstbegangen wurde, sehr beliebt. Die Beliebtheit rührt auch daher, dass die Tour im Tal liegt und leicht zugänglich ist. Eine neue schwere Tour ist auch die „Via Zordano“ (UIAA 7+, 520 m) an der Corna Rossa, 1. Turm. Der Abstieg aus den modernen Routen erfolgt meist durch Abseilen.

### Mountainbike-Touren
Das Gebiet bietet zahlreiche Touren für Mountainbiker in allen Schwierigkeitsgraden, von solchen mit eher moderaten Schwierigkeiten auf guten Wegen bis zu sehr schwierigen auf schlechten Pfaden. Beliebt ist auch eine Umrundung der Brenta, dabei sind 171 km und rund 7000 Höhenmeter zu bewältigen. Durch die Schönheit der Landschaft wird bei vielen Alpenüberquerungen mit dem Rad, die am Gardasee enden, auch die Brenta tangiert oder durchquert.

### Skifahren
An der Westseite der Brenta befindet sich das Skigebiet Campiglio Dolomiti di Brenta Val di Sole Val Rendena mit 150 km Pisten, es ist das größte Skigebiet im Trentino.

## Sehenswürdigkeiten und Attraktionen in der Brenta

### Venezianische Sägemühle Taialacqua

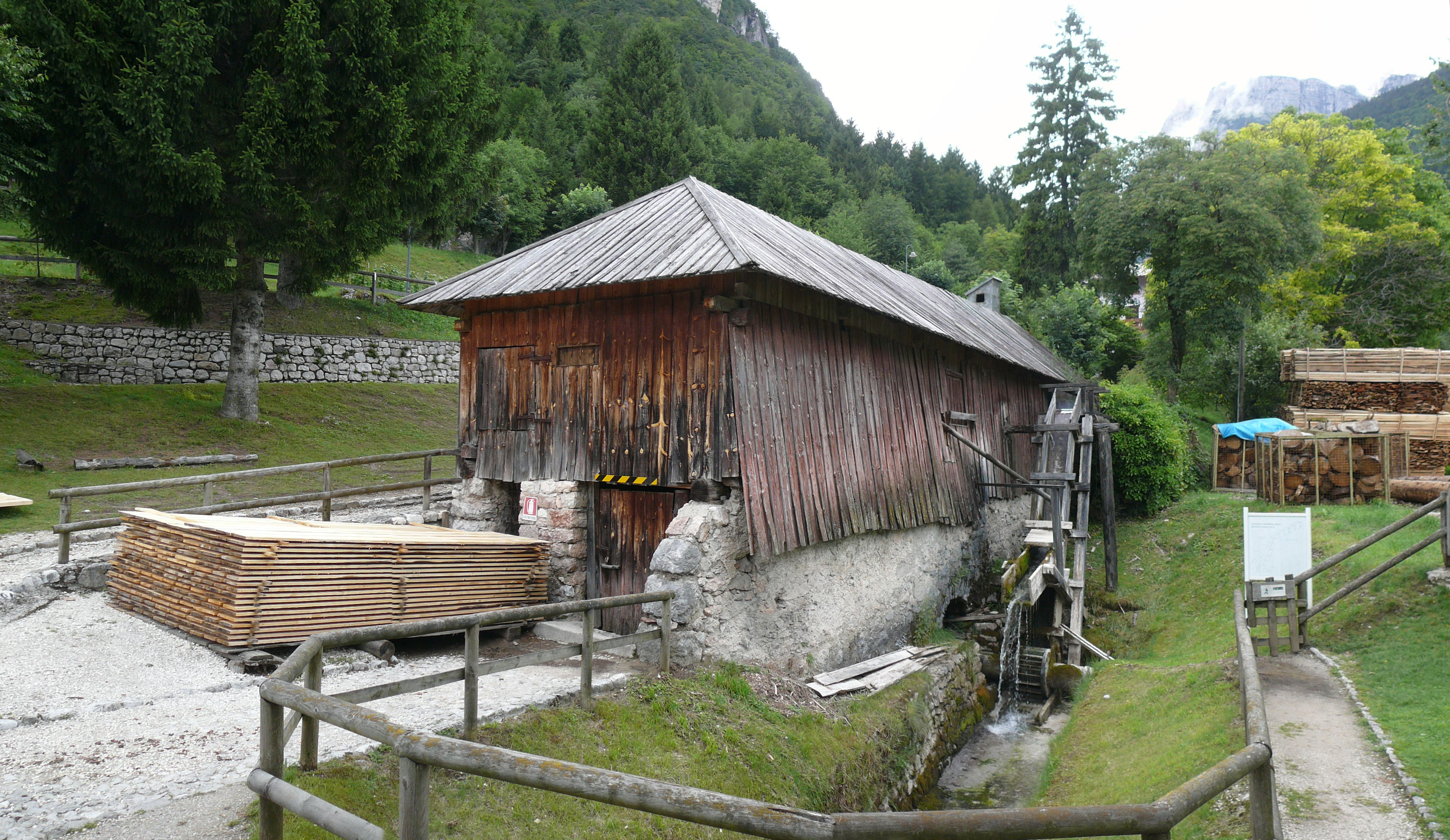
Venezianische Sägemühle

Die Sagemühle Taialacqua liegt nahe dem Dorf Molveno am Molvenosee. Sie wurde auf Anregung des Pfarrers Don Taialacqua um das Jahr 1500 errichtet. Das Sägewerk nutzt das Wasser des Rio Molini, eine Ableitung des Torrente Masso, um die Säge anzutreiben. Es können Bretter bis zu 10 mm geschnitten werden. Das Sägewerk ist noch voll funktionstüchtig und wird im Rahmen von Führungen vorgeführt. Die Säge ist einer der wenigen aus dieser Zeit, die noch existiert.

### Arca di Fraporte
Die Arca di Fraporte ist ein etwa 50 m hoher und 40 m breiter Höhleneingang, dem eine zweite, durch einen Spalt getrennte, frei stehende Felsbrücke vorgelagert ist. Diese Formation ist dadurch entstanden, dass Wasser in die Risse des Gesteins eingedrungen ist und diese durch Verkarstung und mechanische Abnutzung vergrößert hat. In einer Felswand auf der der Arca gegenüberliegenden Talseite ist ein großes, kreisrundes Loch zu sehen, das ebenfalls durch Einwirkung von Wasser aus dem Bach ausgewaschen wurde. Dieser ist durch einen 1,5-stündigen Anstieg von Stenico zu erreichen.

### Sonstige Attraktionen
Die Hochebene der Pian della Nana südlich des Monte Peller dient im Sommer als natürliche Bühne für Veranstaltungen des Musikfestivals „I suoni delle Dolomiti“.
Die Zwölf-Apostel-Kapelle zum Gedenken der Bergopfer wurde 1952 geweiht.

## Sehenswürdigkeiten nahe der Brenta

### San Romedio

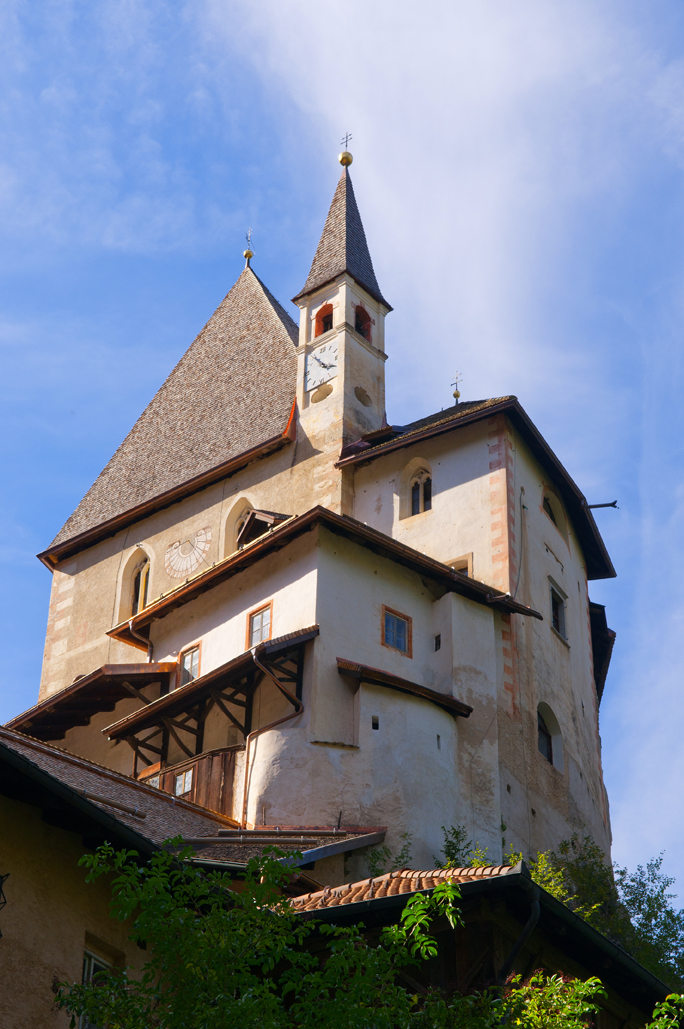
San Romedio

Östlich von Sanzeno im Val di Non befindet sich die Wallfahrtskirche San Romedio. Sie wurde auf einer Kalksteinnadel in der San-Romedio Schlucht am Zusammenfluss zweier Bäche errichtet. Sie ist aus einer Einsiedelei entstanden und wurde zu einem Wallfahrtsort ausgebaut. Bereits im 12. und dem Beginn des 13. Jahrhunderts war sie als Wallfahrtsort bekannt. Die interessante Architektur besteht aus zwei Kirchen, drei Kapellen, Wohn- und Wirtschaftsgebäuden, die zum Teil übereinander liegen, um auf die enge Felsnadel zu passen. Die Anlage besitzt Fresken aus dem 8. Jahrhundert. Erreichbar ist die oberste Kirche über einen 131-stufigen Treppenaufgang. Angrenzend an den Kirchenbau gibt es ein großes Bärengehege.

### Pfahlbausiedlung von Fiavé

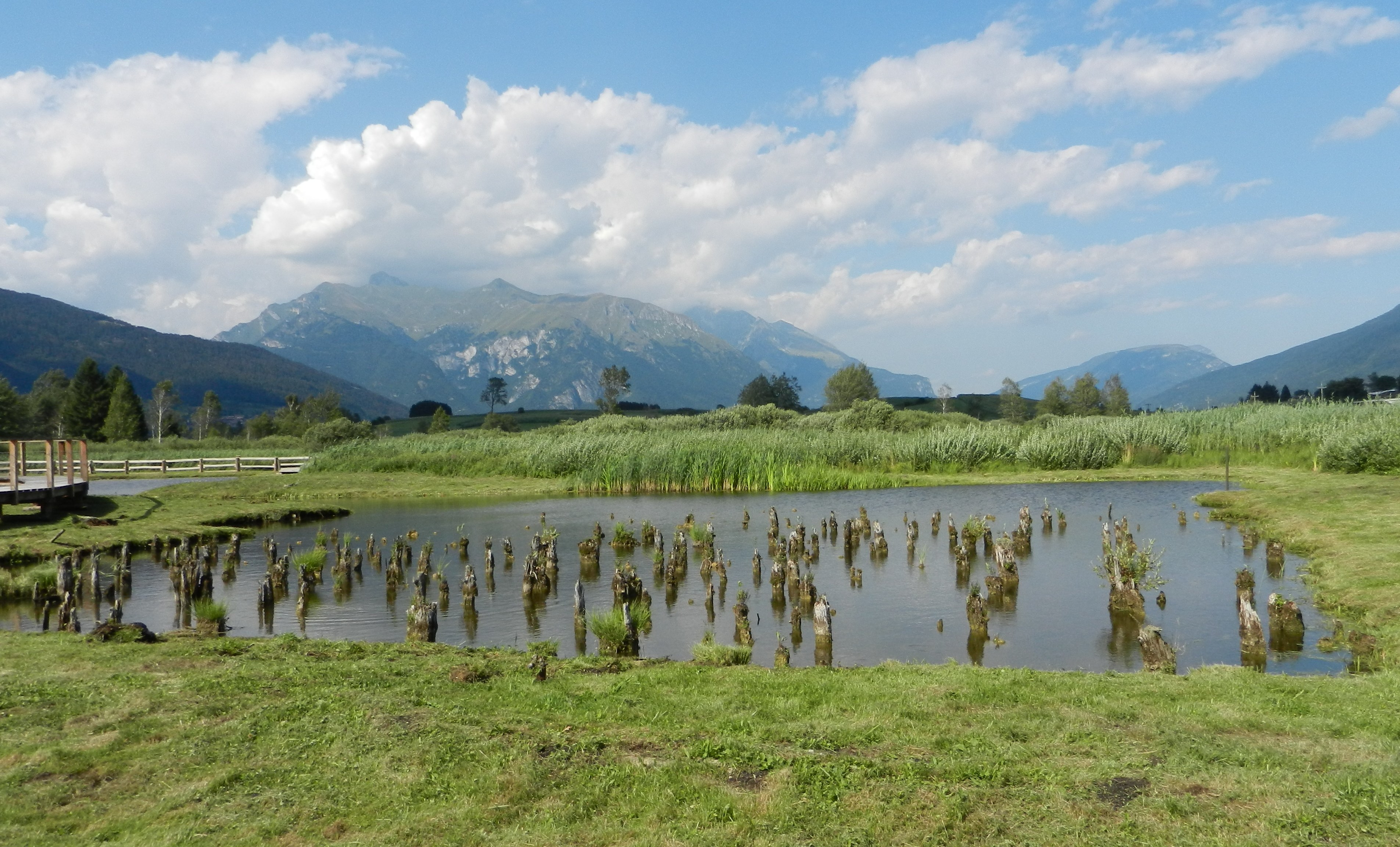
Überreste der Pfahlbauten in Fiavé

Südöstlich des Ortes Fiavé befand sich früher der Lago di Carera, der heute ein verlandetes Gewässer und ein Feuchtbiotop und Naturschutzgebiet ist. In diesem befindet sich ein prähistorischer Siedlungsplatz, die Pfahlbausiedlung von Fiavé. Es wurden bis zu sieben Besiedlungsepochen identifiziert, die vom Spätneolithikum bis zur Jungbronzezeit reichen. Die ältesten Zeugnisse reichen bis etwa in das 7. Jahrhundert v. Chr. zurück. Die Pfahlbausiedlung gehört mit anderen ihrer Art zum UNESCO-Weltkulturerbe. Im angeschlossenen Museum wird die Besiedlungsgeschichte erläutert. Die Pfahlbausiedlung von Fiavé wurde gemeinsam mit der in Ledro als UNESCO-Weltkulturerbe aufgenommen.

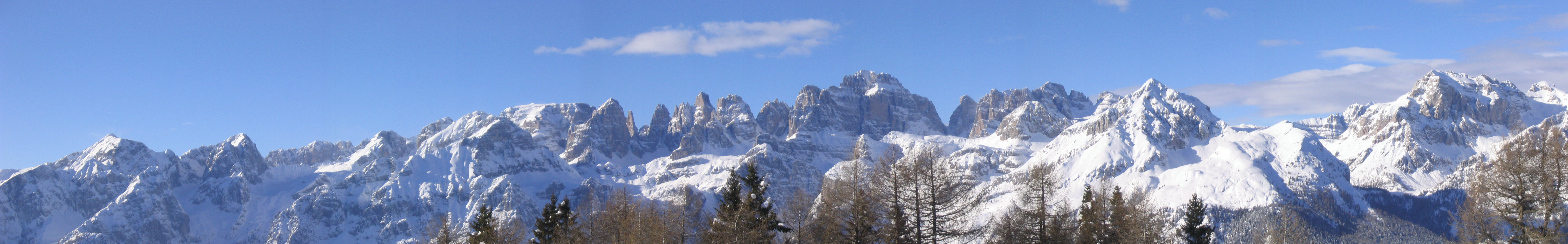
Panorama der Brenta von Osten (Paganella)